# Symbole de Steinberg
En mathématiques, un symbole de Steinberg, est une fonction de deux variables qui généralise le symbole de Hilbert et joue un rôle en K-théorie algébrique des corps. 

## Définition
Un symbole de Steinberg (ou simplement : un symbole) sur un corps F est une application (–, –) de F* × F* dans un groupe abélien G, noté multiplicativement, telle que pour tous a, b, c dans F*,
- (bimultiplicativité) (ab, c) = (a, c)(b, c) et (a, bc) = (a, b)(a, c)
- si a + b = 1, alors (a, b) = 1.

Autrement dit : (–, –) est la composée d'un morphisme à valeurs dans G par le symbole universel, de F* × F* dans le groupe abélien F* ⊗ F* / 〈 a ⊗ (1 – a) | a ≠ 0, 1 〉. D'après un théorème de Matsumoto, ce groupe coïncide avec le deuxième groupe de K-théorie de Milnor, K2M(F).

## Propriétés
Si (–, –) est un symbole, alors les équations suivantes sont vérifiées (pour tous les éléments pour lesquels elles ont un sens) :
- (a, –a) = 1,
- (b, a) = (a, b)−1,
- (a, a) = (a, –1) est un élément d'ordre 1 ou 2,
- (a, b) = (a + b, –b/a).

## Exemples
- Le symbole de Hilbert sur F, à valeurs dans {±1}, est défini par[3]{\displaystyle (a,b)={\begin{cases}1&{\mbox{ si }}z^{2}=ax^{2}+by^{2}{\mbox{ a une solution non nulle }}(x,y,z)\in F^{3},\\-1&{\mbox{ sinon.}}\end{cases}}}
- Le symbole de Contou-Carrère (en)[4] est un symbole pour l'anneau des séries formelles de Laurent sur un anneau artinien.